# Armorial des familles basques (F)
Cet article décrit l'armorial des familles basques par ordre alphabétique et concerne les familles dont les noms commencent par les lettres « Fa » successivement jusqu’à « Fu ».

## Blasonnements

### Fa
Famille Fagoaga (Labourd) :
| Blason | Blasonnement : De gueules à cinq vergettes d'or, accompagnées de trois fleurs de lys d'argent. Commentaires : Famille originaire de la vallée d'Oyarzun, établie à Sare, en Labourd, et à Zugarramurdi, en vallée du Baztan. Joaquim de Fagoaga, de Zugarramurdi, devint chevalier de l'Ordre de Charles III en 1833. |

Famille Falces (Navarre) :
| Blason | Blasonnement : D'azur au rocher d'or chargé de sept pierres de sinople, au chat sauvage d'argent, armé de gueules. Commentaires : Maison noble dans la ville de Fales, dont elle prit le nom, dont l'origine remonterait au seigneur d'Ategui, en Basse-Navarre, général des troupes navarraises. |

Famille Falces (Olite) :
| Blason | Blasonnement : Ecartelé : au 1 d'or à trois fasces ondées d'azur ; au 2 de gueules à trois bandes d'or ; au 3 d'or au lion rampant de gueules ; au 4 de gueules à deux herses d'or posées l'une sur l'autre. A la bordure générale d'or chargée de huit flanchis de gueules. Commentaires : Cette famille descendait de Garcia de Falces, Grand Chancelier de Jean d'Aragon et Blanche de Navarre, roi et reine de Navarre en 1425. |

Famille Faure de Fondclair (Bayonne) :
| Blason | Blasonnement : D'argent à l'aigle essorante de [sable ?]; au chef d'azur chargé de trois étoiles (d'or ?). Commentaires : Famille bourgeoise originaire du Dauphiné, établie à Bayonne en 1860. |

### Fe
Famille Feloaga (Oiarzun) :
| Blason | Blasonnement : Coupé : au 1 de gueules à la tour d'argent crénelée de trois pièces, terrassée de sable, et surmontée d une étoile d 'or ; au 2 d'or à deux loups passants de sable, adextrés, et posés en pal ; à la bordure de gueules chargée de dix flanchis d'or. Commentaires : Maison noble de la vallé d'Oiarzun, près de Saint-Sébastien. Une branche à Pampelune, Marquis de Nava hermosa y de la Torre. Les armes des Feloaga, telles qu'elles apparaissent sur leur sépulture au couvent San Francisco de Pampelune, sont celles de la première partition du coupé ; la seconde partition vient d'une alliance. |

Famille Fernandez de Bea (Navarre) :
| Blason | Blasonnement : D'argent à une lance de tournoi au naturel, posée en pal, accompagnée de deux sangliers affrontés de sable. Commentaires : Maison noble à Ibargoiti, à l'est de la Navarre. Les fils de Bertol Fernândez de Bea, habitants Fitero et Cascante, reçurent confirmation de noblesse du Conseil royal en 1530. |

Famille Ferreire (Bayonne) :
| Blason | Blasonnement : D'argent à quatre cotices de gueules en bande. Commentaires : Gabriel Ferreire (Ferreira), marchand portugais, reçut d'office ces armes en 1701. |

Famille Ferron de la Ferronays (Bayonne) :
| Blason | Blasonnement : D'azur à six billettes d'argent, 3, 2 et I ; au chef cousu de gueules chargé de trois annelets d'argent. |

Famille Ferry (Bayonne) :
| Blason | Blasonnement : D'or au chevron d'azur accompagné de trois roses de gueules, 2 et 1. Commentaires : François Ferry, écuyer, ingénieur général de Guyenne et Aunis, fit enregistrer ses armes en vertu de l'édit de novembre 1696. |

### Fi
Famille Fitero (Navarre) :
| Blason | Blasonnement : De gueules au château d'or accompagné d'une épée d'argent à dextre et d'un morion (casque) du même à senestre, et en pointe d'un lévrier aussi d'argent. Commentaires : Une maison noble du nom de Fitero existait dans cette même ville de Fitero et portait ces armes. |

### Fl
Famille Fleurdelis (Cize) :
| Blason | Blasonnement : Commentaires : Maison infançonne à Mongelos (Ainhice-Mongelos) illustrée par le capitaine Johanne de Fleurdelis qui, avec les capitaines Charles de Luxe, Valenfin de Domezain, Antoine d'Echauz et Jean d'Armendaritz, participa aux guerres de religion en Basse-Navarre et Béarn, dans l'année de Terride. |

Famille Fleury-Hottot (Bayonne) :
| Blason | Blasonnement : D'or à l'arbuste arraché de sinople, fleuri de trois fleurs de gueules ; au chef d'azur chargé du chrismon complet d'argent. Devise : Christo florescit. Commentaires : Mgr Alfred François Fleury-Hottot, évêque de Bayonne (1887-1889). |

Famille Floreaga (Guipuscoa) :
| Blason | Blasonnement : D'azur à la tour de pierre au naturel, accompagnée d'un sanglier passant de sable au pied de la tour et de deux fleurs de lys d'or en chef, une dans chaque canton. Commentaires : Maison noble a Azcoitia. |

### Fo
Famille Fontaine (Bayonne) :
| Blason | Blasonnement : D'argent au lion de sable ; écartelé d'azur à une fontaine d'or. Commentaires : N. Fontaine, contrôleur de la marine au département de Bayonne, reçut d'office, le 21 février 1698 ces armes. |

Famille Fontaine de Bouzey (Bayonne) :
| Blason | Blasonnement : D'azur à trois bandes d'or ; au chef d'azur chargé de trois besants d'or. |

Famille Forestier (Bayonne) :
| Blason | Blasonnement : Commentaires : Ancienne famille bourgeoise de Bayonne. |

Famille Forment (Navarre) :
| Blason | Blasonnement : De sinople au chevron d'or accompagné de trois épis de blé (froment) d'or. Commentaires : Famille originaire de Barcelone, établie en Navarre en 1440. |

Famille Foronda (Alava) :
| Blason | Blasonnement : D'azur au château d'or ajouré de gueules, sur un rocher au naturel. Puis ; parti au 1 d'azur à deux barres de gueules filetées d'or ; au 2 aussi d'azur au château d'or sur un rocher au naturel. Commentaires : Ancienne maison noble à Foronda, dont elle prit le nom, près de Vitoria-Gasteiz, d'où sont issus Miguel et Juan de Foronda qui suivirent Ferdinand III le Sage à la conquête de Séville. |

Famille Forsans (Bayonne) :
| Blason | Blasonnement : De gueules au seau d'or enfermé dans un fort à quatre bastions, vuidé du même. Commentaires : N. Forsans, homme d'armes et jurât de la ville de Bayonne, reçut d'office, à l'Armorial Général de 1696-1701, ces armes. |

Famille Fouquet (Bayonne) :
| Blason | Blasonnement : D'argent à un écureuil de gueules. Devise : Quo Non Ascendam. Commentaires : Mgr François Fouquet, évêque de Bayonne (1637-1643). Né à Paris le 26 juillet 1611, fut nommé évêque de Bayonne le 11 mai 1637. |

### Fr
Famille France (Bayonne) :
| Blason | Blasonnement : Fascé d'argent et d'azur de six pièces, les trois fasces d'argent chargées de six fleurs de lys de gueules, 3, 2 et 1. Commentaires : N. de France, commandant du Château-Vieux de la ville de Bayonne, fit enregistrer le 17 juin 1701 ces armes. |

Famille Franco (Navarre) :
| Blason | Blasonnement : De gueules à la croix fleurdelisée d'argent cantonnée de quatre fleurs de lys d'or. Commentaires : Famille d'origine française, établie à Pampelune, qui reçut des maisons dans cette ville d'Alphonse le Batailleur, roi de Navarre de 1104 à 1134. Les Franco reçurent en concession d'armoiries : une croix formée par quatre lys et un bras armé d'une épée, qui devinrent les armes présentes. Une branche s'établit en Biscaye. |

### Fu
Famille Fuica (Biscaye) :
| Blason | Blasonnement : Mantelé, au 1 d'azur à une fleur de lys d'or ; au 2 aussi d'azur à une rose d'argent ; au 3 d'argent à l'arbre de sinople ; à la bordure générale d'azur à une chaîne d'or. Commentaires : Maison noble à Fuica, près de Bilbao. |

Famille Funes (Navarre) :
| Blason | Blasonnement : D'argent semé de mouchetures d'hermines de sable ; au chef de gueules. Ces armes sont empruntées aux ducs de Bretagne (armes primitives). Alias : d'argent à cinq mouchetures d'hermines de sable, 3 et 2. D'autres Funes, originaires de ce village, portaient : coupé, au 1 d'argent à six mouchetures d'hermines de sable posées en deux fasces ; au 2 de gueules plain. Commentaires : La famille des seigneurs de Funes serait issue, selon la tradition, d'un chevalier de la maison ducale de Bretagne qui fut le premier à s'emparer de la cité sur les Maures et devint seigneur de Funes, en prenant le nom. En fait, la famille est navarraise et reçut effectivement la seigneurie de Funes après la reconquête sur les Maures. Marquis de Ossera. Barons de Quinto. |

Famille Furundarena (Navarre) :
| Blason | Blasonnement : De gueules au pont à deux arches d'argent sur une onde d'argent et d'azur, flanqué à dextre d'une tour d'or, ouverte de sable. Alias : de gueules au pont de sable sur une onde d'argent et d'azur, sommé en son milieu d'une tour d'or, ouverte d'azur, et accompagné en chef d'un soleil d'or au canton dextre et d'un croissant d'argent au canton senestre. Commentaires : Maison navarraise qui essaima en Guipuscoa, à Azcoitia, Orio et Tolosa. |